# Diuqin
Diuqin — рід ящеротазових динозаврів родини Dromaeosauridae, що жили в Південній Америці у пізній крейді (близько 85 мільйонів років тому). Рід містить єдиний вид Diuqin lechiguanae.

## Скам'янілості
Голотипний зразок MUCPv 1401 знайдено у відкладеннях формації Бахо-де-ла-Карпа (ісп. Bajo de la Carpa) в провінції Неукен в аргентинській Патагонії. Зразок складається з більшої частини лівої плечової кістки та шматків крижового і хвостового хребців, а також, можливо, інших фрагментів хребців.

## Назва
Родова назва Diuqin — це слово з мови мапудунґун, що означає «хижий птах». Видова назва, lechiguanae, походить від Лечігуани, відьми з аргентинського фільму 1975 року «Nazareno Cruz y el lobo, las palomas y los gritos» («Назарена Круз і вовк, голуби і крики»).